# Parastictococcus brachystegiae
Parastictococcus brachystegiae är en insektsart som först beskrevs av Hall 1935.  Parastictococcus brachystegiae ingår i släktet Parastictococcus och familjen Stictococcidae. Inga underarter finns listade i Catalogue of Life.